# Москри
Давор Бобић (Београд, 24. новембар 1977 — Београд, 25. август 2005), познатији под именом Москри Локо Пајдоман или само Москри (шатровачки од „кримос”), био је српски репер, идејни вођа и текстописац реп групе Прти Бее Гее.

## Биографија
Живео је у београдском насељу Медаковић II. Као младић је био тениски таленат, а одиграо је и неколико професионалних мечева у синглу и дублу.
С Микријем Маусом је 1999. захваљујући заједничком пријатељу упознао Еуфрата, а њих тројица су 2000. основали реп групу Прти Бее Гее. Москри је за живота издао два албума — Грејтест хитс, с групом Прти Бее Гее, и Све саме барабе, с групом 43зла. Поједини критичари Москрија заједно са групом Прти Бее Гее сматрају најаутентичнијим репером из Србије.
Једно време је радио као водитељ на тадашњем радију СКЦ. Био је активан на ТВ каналу Метрополис, где је реповао као члан групе Прти Бее Гее.
Умро је у сну 25. августа 2005. од последица можданог удара у својој 27 години, поставши једини српски члан неславног клуба 27. Сахрањен је на Централном гробљу у Београду.
Након његове смрти, у знак сећања 2006. године издат је албум Москри 77-05. Сматра се да је највећу популарност добио после смрти, кад су на интернету објављени ремикси његових песама. Осим тога, сви албуми групе Прти Бее Гее садрже његове стихове или исечке из говора. Последња његова песма изашла је 2021. на албуму Пет+1.
Група студената с Факултета драмских уметности у Београду снимила је 2017. филм Живот по Москрију, који је њему посвећен.